# Bret Weinstein
Bret Samuel Weinstein ( /ˈwaɪnstaɪn/; nacido el 21 de febrero de 1969 en Los Ángeles, California) es un biólogo y teórico de la evolución estadounidense, quien se convirtió en un personaje público tras las protestas de 2017 en la universidad The Evergreen State College. Se le considera miembro del grupo informal de personalidades conocido como Intellectual Dark Web.

## Educación
Weinstein comenzó sus estudios de pregrado en la Universidad de Pensilvania. Como estudiante de primer año, Weinstein escribió una carta al periódico de la escuela en la cual condenó el acoso sexual de strippers acaecido en una fiesta de la fraternidad Zeta Beta Tau. Tras sufrir acoso por la carta de denuncia, Weinstein debió trasladarse a la Universidad de California, Santa Cruz, donde en 1993 completó su licenciatura. En 2009, recibió su doctorado de la Universidad de Míchigan.

## Carrera

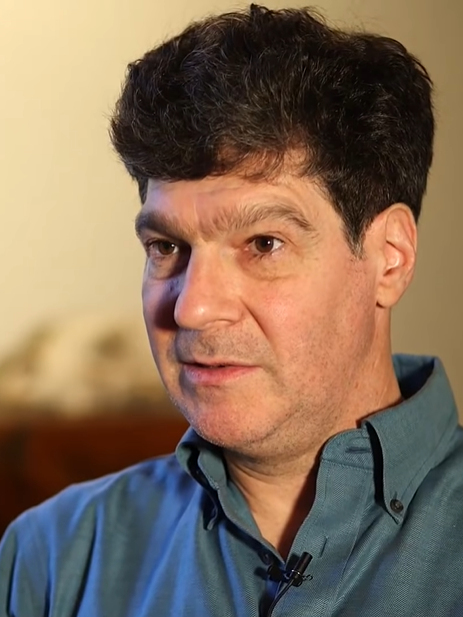
Bret Weinstein, 2018

Weinstein fue profesor de biología en la universidad The Evergreen State College, en el estado de Washington. En 2002, publicó The Reserve-Capacity Hypothesis, en la cual propone que las diferencias teloméricas entre humanos y ratones de laboratorio, han llevado a los científicos a subestimar los riesgos que plantean los nuevos medicamentos a los humanos, lo cual se manifiesta en enfermedades cardíacas, disfunción hepática e insuficiencias orgánicas relacionadas.

### Día de la ausencia en la Evergreen State College
En marzo de 2017, escribió una carta a los profesores de Evergreen, objetando un cambio que habían ordenado en una tradición de décadas de la universidad, la de observar un «Día de la ausencia», durante el cual los estudiantes y profesores de minorías se mantienen voluntariamente no asisten al campus, a fin de destacar sus contribuciones a la universidad, El cambio anunciado alteraba el evento en su forma tradicional, pues ahora se les pedía a los participantes blancos que asistieran a una actividad fuera del campus, para hablar allí sobre cuestiones raciales, en tanto la programación de actividades en el campus se orientó exclusivamente a los participantes de color. Por ello Weinstein escribió que este cambio establecía un precedente peligroso:
«Hay una gran diferencia entre un grupo  que decide ausentarse voluntariamente de un espacio compartido para resaltar sus roles vitales subestimados (...) y un grupo que anima a otro grupo a irse. Lo primero es una llamada contundente a la conciencia, que, por supuesto, paraliza la lógica de la opresión. Lo segundo es una demostración de fuerza, y un acto de opresión en sí mismo».
— Bret Weinstein en un mensaje a una lista de correo electrónico del campus

Como respuesta, los organizadores declararon que la participación era voluntaria y que ello implicaba que no todos los blancos debían irse.
En mayo de 2017, las protestas estudiantiles interrumpieron el campus y pidieron una serie de cambios en la universidad. Las protestas incluyeron denuncias de racismo, intolerancia y amenazas; atrajo la atención nacional en Evergreen, lo cual provocó un gran debate sobre la libertad de expresión en los campus universitarios. Durante las protestas, se presentó un altercado entre los manifestantes y Weinstein.
En una demanda presentada contra la universidad por Weinstein y su esposa, Heather Heying, Weinstein dijo que el presidente de la universidad no había pedido a la policía del campus que reprimiera a los manifestantes estudiantiles. Weinstein también dijo que la policía del campus le había dicho que no iban a protegerlo por lo que lo alentaron a permanecer fuera del campus. Sin embargo, Weinstein dio su clase de biología en un parque público. En septiembre de 2017 se llegó a un acuerdo. Weinstein y Heying renunciaron a la demanda y recibieron 250 000 dólares estadounidenses cada uno, después de haber solicitado inicialmente 3,8 millones en daños y perjuicios.

### Post-Evergreen
Después de su renuncia a Evergreen, el profesor apareció en el podcast de Sam Harris, y en el podcast de Joe Rogan varias veces, y moderó dos debates entre Harris y Jordan Peterson. Apareció en el documental No Safe Spaces (en español: Lugares no seguros) que registró los incidentes de Evergreen. El hermano de Weinstein, Eric Weinstein, acuñó el término «Intelectual Dark Web» y describió a Weinstein como miembro del grupo. El término se refiere a un grupo de académicos y personalidades de los medios quienes publican por fuera de los principales medios de comunicación.
En junio de 2019, Weinstein comenzó a emitir el DarkHorse Podcast, generalmente copresentado junto a su esposa, Heather Heying. Algunos invitados que han participado de los podcast, han sido Glenn Loury, Douglas Murray, Sam Harris, John Wood Jr., Thomas Chatterton-Williams y Coleman Hughes, con temas que a menudo se centran en eventos de actualidad ciencia y cultura.
Weinstein ha sido miembro visitante de la beca James Madison 2019-2020 de la Universidad de Princeton, un puesto para el que ha sido designado, en el período 2020-2021.

## Vida privada y opiniones políticas
Weinstein es judío, y está casado con Heather Heying, una bióloga evolutiva que también trabajó en Evergreen. Heying renunció a la universidad junto con Weinstein y tomó una posición similar durante la controversia del Día de la Ausencia.
Weinstein se describe a sí mismo como un político progresista y libertario de izquierda. Compareció ante el Comité de Supervisión de la Cámara de Representantes de EE. UU. el 22 de mayo de 2018 para discutir acerca de la libertad de expresión en los campus universitarios.
En 2020, anunció Unity 2020, un plan para un nuevo partido político en Estados Unidos.

## Publicaciones
- Weinstein, Bret S. (enero de 2009). «Evolutionary Trade-Offs: Emergent Constraints and Their Adaptive Consequences». University of Michigan.
- Lahti, David C.; Weinstein, Bret S. (enero de 2005). «The better angels of our nature: Group stability and the evolution of moral tension». Evolution & Human Behavior 26 (1): 47-63. doi:10.1016/j.evolhumbehav.2004.09.004.
- Weinstein, Bret S; Ciszek, Deborah (2002). «The reserve-capacity hypothesis: Evolutionary origins and modern implications of the trade-off between tumor-suppression and tissue-repair». Experimental Gerontology 37 (5): 615-27. PMID 11909679. doi:10.1016/S0531-5565(02)00012-8.